# Karl-Heinrich von Groddeck
Karl-Heinrich Erich Moritz von Groddeck (født 19. juli 1936 i Tutow, død 14. december 2011) var en tysk roer og olympisk guldvinder.
Von Groddeck roede først for Rudergesellschaft Wiesbaden-Biebrich 1888, og for denne klub vandt han det tyske mesterskab i toer med styrmand i 1955. Dette gentog han i 1956 og 1957. Han blev desuden europamester i samme disciplin i 1956 og 1957.
Han deltog første gang ved OL i 1956 i Melbourne, hvor han sammen med Horst Arndt og styrmand Rainer Borkowsky) stillede op i toer med styrmand, samme besætning der havde vundet EM samme år. De vandt da også både deres indledende heat og semifinale. I finalen lå den polske og den sovjetiske båd forrest i begyndelsen, men efterhånden arbejdede tyskerne sig op sammen med den amerikanske båd, og amerikanerne endte med at vinde sikkert foran tyskerne, mens Sovjetunionen blev nummer tre.
Senere flyttede von Groddeck til Hamburg af arbejdsmæssige årsager, og her blev han medlem af Ratzeburger RC. Han kom med i klubbens otter og var dermed med til at blive europamester i 1959.
Otteren repræsenterede det fællestyske hold ved OL 1960 i Rom, hvor USA var storfavorit, idet de havde vundet samtlige de olympiske finaler, de havde deltaget i indtil da. Tyskernes EM-vindere fra 1959 var blandt de både, der blev set som mulige konkurrenter til OL-titlen, og tyskerne mødte op med et nyt åredesign. I indledende heat vandt de da også sikkert, hvorpå de vandt finalen i ny olympisk rekord foran Canada og Tjekkoslovakiet, mens USA meget overraskende måtte nøjes med en femteplads. Besætningen bestod foruden von Groddeck af Klaus Bittner, brødrene Frank og Kraft Schepke, Manfred Rulffs, Karl-Heinz Hopp, Walter Schröder, Hans Lenk og styrmand Willi Padge. Han modtog i både 1959 og 1960 sammen med resten af otterbesætningen Vesttysklands fineste sportspris, Silbernes Lorbeerblatt.
Von Groddeck var den eneste fra OL-guldvinderne, der var tilbage i otteren, da den ved det første VM i 1962 vandt guldet for Vesttyskland. Han var også med til at vinde EM-guld for vesttyskerne i 1963 og 1964 i otteren.
Han var med ved sit tredje og sidste OL i 1964 i Tokyo, igen med fireren, hvor USA sammen med tyskerne igen var favoritter. De to både mødte hinanden i indledende heat, hvor tyskerne satte ny olympisk rekord og akkurat holdt amerikanerne bag sig, som så måtte ud i opsamlingsheat. I finalen var amerikanerne imidlertid overlegne og vandt med mere end fem sekunder, mens tyskerne blev nummer to og Tjekkoslovakiet nummer tre. Tyskernes besætning bestod denne gang foruden von Groddeck af Klaus Aeffke, Klaus Bittner, Hans-Jürgen Wallbrecht, Klaus Behrens, Jürgen Schröder, Jürgen Plagemann, Horst Meyer og styrmand Thomas Ahrens.
Efter afslutningen af sin aktive karriere arbejdede von Groddeck blandt andet som sportsjournalist samt som ejendomsforvalter.

## OL-medaljer
- 1960:  Guld i otter
- 1956:  Sølv i toer med styrmand
- 1964:  Sølv i otter